# Karl Schenck (Politiker, 1831)
Karl Friedrich Jakob Schenck (* 19. September 1831 in Darmstadt; † 31. Juli 1902 in Lindenfels) war ein hessischer Jurist und Politiker (NLP) und Abgeordneter der 2. Kammer der Landstände des Großherzogtums Hessen.
Karl Schenck war der Sohn des Oberfinanzkammerpräsidenten August Schenck (1788–1875) und dessen Ehefrau Jeanette Margarethe, geborene Pfaltz (1798–1865). Schenck, evangelisch, heiratete am 2. Juni 1864 in Offenbach am Main Olga Cornelia geborene Alewyn (1840–1912), Tochter des Majors Gustav Alewyn und der Jeanette Elisabeth geborene d’Orville.
Schenck studierte Rechtswissenschaften in Gießen und Bonn. Während des Studiums wurde er Mitglied der Corps Starkenburgia (Gießen) und Guestphalia Bonn. 1864 wurde er Ministerialsekretär 3. Klasse. 1866 erhielt er den Charakter eines Ministerialrats 2. Klasse und wurde im folgenden Jahr Ministerialrat 2. Klasse. Ab 1869 war er Stabsauditeur in Darmstadt und 1869 Hofgerichtsadvokat und -Prokurator am Hofgericht Darmstadt. 1876 erhielt er den Titel eines Justizrats und 1880 die Zulassung Rechtsanwalt am Landgericht Darmstadt und Oberlandesgericht Darmstadt.
Von 1872 bis 1875 gehörte er der Zweiten Kammer der Landstände an. Er wurde für den Wahlbezirk Starkenburg 12/Darmstadt-Land gewählt.